# ورزشگاه عمومی آندورا لا ولا
ورزشگاه عمومی آندورا لا ولا (فرانسوی: Estadi Comunal d'Andorra la Vella‎) یک ورزشگاه فوتبال در آندورا لا ولا پایتخت کشور آندورا می‌باشد. این ورزشگاه ۱۳۰۰ نفر گنجایش دارد. این ورزشگاه تا سال ۲۰۱۴ و افتتاح ورزشگاه ملی میزبان بازی‌های تیم ملی فوتبال آندورا بود.